# Azotsuboksid reduktaza (NAD(P), formira azot monoksid)
Azotsuboksid reduktaza (formira azot monoksid) (EC 1.7.1.14, fungalna azotno suboksidna reduktaza, citohrom P450nor, NOR (nespecifična)) je enzim sa sistematskim imenom azot monoksid:NAD(P) oksidoreduktaza. Ovaj enzim katalizuje sledeću hemijsku reakciju
 + + +2O {\displaystyle \rightleftharpoons } 2 NO + NAD(P)H + H+
Ovaj enzim je hem-tiolatni protein (P450). Enzim iz Fusarium oksisporum koristi samo NADH, dok izozim iz Trichosporon cutaneum koristi NADH i NADPH.

## Literatura
- Nicholas C. Price; Lewis Stevens (1999). Fundamentals of Enzymology: The Cell and Molecular Biology of Catalytic Proteins (Third изд.). USA: Oxford University Press. ISBN 019850229X.
- Eric J. Toone (2006). Advances in Enzymology and Related Areas of Molecular Biology, Protein Evolution (Volume 75 изд.). Wiley-Interscience. ISBN 0471205036.
- Branden C; Tooze J. Introduction to Protein Structure. New York, NY: Garland Publishing. ISBN 0-8153-2305-0.
- Irwin H. Segel. Enzyme Kinetics: Behavior and Analysis of Rapid Equilibrium and Steady-State Enzyme Systems (Book 44 изд.). Wiley Classics Library. ISBN 0471303097.

## Spoljašnje veze
- Nitric+oxide+reductase+(NAD(P),+nitrous+oxide-forming) на 